# Dominic Lieven
Dominic Lieven (ur. 19 stycznia 1952) –  brytyjski historyk.

## Życiorys
Pochodzi z arystokratycznej rodziny wywodzącej się z Niemców Bałtyckich von Lieven. Jest profesorem w Cambridge University. Członek British Academy i Royal Historical Society. Zajmuje się imperialną historią Rosji carskiej XIX i początków XX wieku. 

## Wybrane publikacje
- Russia and the Origins of the First World War, Macmillan Press (1983).
- Russia's Rulers under the Old Regime, Yale U.P (1989).
- The Aristocracy in Europe 1815/1914, Macmillan/Columbia UP (1992).
- Nicholas II, John Murray/St Martin's Press (1993).
- Empire. The Russian Empire and its Rivals, John Murray/Yale U.P (2003).
- Russia Against Napoleon: The Battle for Europe, 1807 to 1814. Allen Lane/Penguin (2009).
- Towards the Flame: Empire, War and the End of Tsarist Russia, Allen Lane/Penguin, (2015).